# Blow Up Your Video World Tour
Blow Up Your Video World Tour – jedenasta trasa koncertowa grupy muzycznej AC/DC, w jej trakcie odbyło się 165 koncertów.

## Program koncertów
1. „Heatseeker”
2. „Shoot to Thrill”
3. „Dirty Deeds Done Dirt Cheap”
4. „Back In Black”
5. „Who Made Who”
6. „Jailbreak”
7. „Hells Bells”
8. „The Jack”
9. „That’s The Way I Wanna Rock’N’Roll”
10. „You Shook Me All Night Long”
11. „High Voltage”
12. „Whole Lotta Rosie”
13. „Let There Be Rock"

Bisy:
1. „Highway To Hell”
2. „T.N.T.”
3. „For Those About to Rock (We Salute You)”

Rzadziej grane:
1. „Nick of Time”
2. „Go Zone”
3. „Rock And Roll Ain’t Noise Pollution"

## Lista koncertów
1. 29 stycznia 1988 – Perth, Australia – Perth Entertainment Centre
2. 30 stycznia 1988 – Perth, Australia – Perth Entertainment Centre
3. 31 stycznia 1988 – Perth, Australia – Perth Entertainment Centre
4. 1 lutego 1988 – Perth, Australia – Perth Entertainment Centre
5. 2 lutego 1988 – Perth, Australia – Perth Entertainment Centre
6. 4 lutego 1988 – Melbourne, Australia – National Tennis Centre
7. 5 lutego 1988 – Melbourne, Australia – National Tennis Centre
8. 6 lutego 1988 – Melbourne, Australia – National Tennis Centre
9. 7 lutego 1988 – Melbourne, Australia – National Tennis Centre
10. 8 lutego 1988 – Melbourne, Australia – National Tennis Centre
11. 9 lutego 1988 – Melbourne, Australia – National Tennis Centre
12. 11 lutego 1988 – Sydney, Australia – Sydney Entertainment Centre
13. 12 lutego 1988 – Sydney, Australia – Sydney Entertainment Centre
14. 13 lutego 1988 – Sydney, Australia – Sydney Entertainment Centre
15. 14 lutego 1988 – Sydney, Australia – Sydney Entertainment Centre
16. 17 lutego 1988 – Adelaide, Australia – Globe Derby Park
17. 21 lutego 1988 – Brisbane, Australia – Brisbane Entertainment Centre
18. 22 lutego 1988 – Brisbane, Australia – Brisbane Entertainment Centre
19. 25 lutego 1988 – Auckland, Nowa Zelandia – Western Springs
20. 7 marca 1988 – Birmingham, Anglia – National Exhibition Centre
21. 8 marca 1988 – Birmingham, Anglia – National Exhibition Centre
22. 9 marca 1988 – Birmingham, Anglia – National Exhibition Centre
23. 11 marca 1988 – Londyn, Anglia – Wembley Arena
24. 12 marca 1988 – Londyn, Anglia – Wembley Arena
25. 13 marca 1988 – Londyn, Anglia – Wembley Arena
26. 15 marca 1988 – Arnhem, Holandia – Rijnhal
27. 16 marca 1988 – Bruksela, Belgia – Forest National
28. 18 marca 1988 – Hamburg, Niemcy Zachodnie – Alsterdorfer Sporthalle
29. 19 marca 1988 – Malmö, Szwecja – Isstadion
30. 21 marca 1988 – Drammen, Norwegia – Drammenshallen
31. 23 marca 1988 – Helsinki, Finlandia – Helsinki Ice Hall
32. 25 marca 1988 – Sztokholm, Szwecja – Isstadion
33. 26 marca 1988 – Göteborg, Szwecja – Scandinavium
34. 28 marca 1988 – Berlin, Niemcy Zachodnie – Eissporthalle
35. 29 marca 1988 – Oldenburg, Niemcy Zachodnie – Weser-Ems-Halle
36. 30 marca 1988 – Frankfurt, Niemcy Zachodnie – Festhalle Frankfurt
37. 31 marca 1988 – Essen, Niemcy Zachodnie – Grugahalle
38. 2 kwietnia 1988 – Kolonia, Niemcy Zachodnie – Sporthalle
39. 3 kwietnia 1988 – Hanower, Niemcy Zachodnie – Niedersachsenhalle
40. 4 kwietnia 1988 – Karlsruhe, Niemcy Zachodnie – Schawrzwaldhalle
41. 6 kwietnia 1988 – Paryż, Francja – Le Zénith
42. 8 kwietnia 1988 – Würzburg, Niemcy Zachodnie – Carl-Diem-Halle
43. 9 kwietnia 1988 – Lozanna, Szwajcaria – Halle Festis Beaulieu
44. 10 kwietnia 1988 – Monachium, Niemcy Zachodnie – Olympiahalle
45. 11 kwietnia 1988 – Stuttgart, Niemcy Zachodnie – Hanns-Martin-Schleyer-Halle
46. 13 kwietnia 1988 – Londyn, Anglia – Wembley Arena
47. 3 maja 1988 – Portland, Maine, USA – Cumberland County Civic Center
48. 4 maja 1988 – Portland, Maine, USA – Cumberland County Civic Center
49. 5 maja 1988 – Hartford, Connecticut, USA – Hartford Civic Center
50. 6 maja 1988 – Worcester, Massachusetts, USA -The Centrum
51. 7 maja 1988 – Worcester, Massachusetts, USA – The Centrum
52. 9 maja 1988 – Filadelfia, Pensylwania, USA – The Spectrum
53. 11 maja 1988 – Ottawa, Kanada – Ottawa Civic Centre
54. 12 maja 1988 – Hamilton, Kanada – Copps Coliseum
55. 13 maja 1988 – Fort Wayne, Indiana, USA – Allen County War Memorial Coliseum
56. 14 maja 1988 – Detroit, Michigan, USA – Joe Louis Arena
57. 15 maja 1988 – Pittsburgh, Pensylwania, USA – Pittsburgh Civic Arena
58. 17 maja 1988 – Binghamton, Nowy Jork – Broome County Veterans Memorial Arena
59. 18 maja 1988 – Binghamton, Nowy Jork, USA – Broome County Veterans Memorial Arena
60. 19 maja 1988 – Providence, Rhode Island, USA – Providence Civic Center
61. 20 maja 1988 – East Rutherford, New Jersey, USA – Meadowlands Arena
62. 21 maja 1988 – Landover, Maryland, USA – Capital Centre
63. 22 maja 1988 – Hampton, Wirginia, USA – Hampton Coliseum
64. 24 maja 1988 – Louisville, Kentucky, USA – Freedom Hall
65. 25 maja 1988 – Indianapolis, Indiana, USA – Market Square Arena
66. 26 maja 1988 – Cincinnati, Ohio, USA – Riverfront Coliseum
67. 27 maja 1988 – Richfield, Ohio, USA – Richfield Coliseum
68. 28 maja 1988 – Richfield, Ohio, USA – Richfield Coliseum
69. 29 maja 1988 – Charlevoix, Michigan, USA – Castle Farms
70. 30 maja 1988 – Detroit, Michigan, USA – Joe Louis Arena
71. 31 maja 1988 – Toledo, Ohio, USA – Toledo Sports Arena
72. 1 czerwca 1988 – Peoria, Illinois, USA – Peoria Civic Center
73. 2 czerwca 1988 – St. Louis, Missouri, USA – St. Louis Arena
74. 3 czerwca 1988 – Madison, Wisconsin, USA – Dane County Coliseum
75. 4 czerwca 1988 – Bloomington, Minnesota, USA – Met Center
76. 5 czerwca 1988 – Bloomington, Minnesota, USA – Met Center
77. 7 czerwca 1988 – Winnipeg, Kanada – Winnipeg Arena
78. 9 czerwca 1988 – Saskatoon, Kanada – Saskatchewan Place
79. 10 czerwca 1988 – Edmonton, Kanada – Norhtlands Coliseum
80. 11 czerwca 1988 – Calgary, Kanada – Scotiabank Saddledome
81. 13 czerwca 1988 – Vancouver, Kanada – BC Place
82. 14 czerwca 1988 – Portland, Oregon, USA – Portland Memorial Coliseum
83. 15 czerwca 1988 – Spokane, Waszyngton, USA – Spokane Coliseum
84. 16 czerwca 1988 – Tacoma, Waszyngton, USA – Tacoma Dome
85. 18 czerwca 1988 – Mountain View, Kalifornia, USA – Shoreline Amphitheatre
86. 19 czerwca 1988 – Sacramento, Kalifornia, USA – California State Fair
87. 21 czerwca 1988 – Las Vegas, Nevada, USA – Thomas & Mack Center
88. 22 czerwca 1988 – Long Beach, Kalifornia, USA – Long Beach Arena
89. 23 czerwca 1988 – Long Beach, Kalifornia, USA – Long Beach Arena
90. 24 czerwca 1988 – Irvine, Kalifornia, USA – Irvine Meadows
91. 25 czerwca 1988 – San Diego, Kalifornia, USA – San Diego Sports Arena
92. 20 lipca 1988 – Las Cruces, Nowy Meksyk, USA – Pan American Center
93. 21 lipca 1988 – Albuquerque, Nowy Meksyk, USA – Tingley Coliseum
94. 22 lipca 1988 – Tucson, Arizona, USA – Tucson Convention Center
95. 23 lipca 1988 – Tempe, Arizona, USA – ASU Activity Center
96. 24 lipca 1988 – Paradise, Nevada, USA – Thomas & Mack Center
97. 26 lipca 1988 – Salt Lake City, Utah, USA – Salt Palace
98. 27 lipca 1988 – Casper, Wyoming, USA – Casper Events Center
99. 28 lipca 1988 – Denver, Kolorado, USA – McNichols Sports Arena
100. 29 lipca 1988 – Omaha, Nebraska, USA – Omaha Civic Auditorium
101. 30 lipca 1988 – Kansas City, Missouri, USA – Kemper Arena
102. 31 lipca 1988 – Valley Center, Kansas, USA – Kansas Coliseum
103. 2 sierpnia 1988 – Dallas, Teksas, USA – Coca-Cola Starplex Amphitheatre
104. 3 sierpnia 1988 – Shreveport, Luizjana, USA – Hirsch Memorial Coliseum
105. 5 sierpnia 1988 – San Antonio, Teksas, USA – San Antonio Convention Center
106. 6 sierpnia 1988 – Houston, Teksas, USA – Lakewood Church Central Campus
107. 7 sierpnia 1988 – Nowy Orlean, Luizjana, USA – Lakefront Arena
108. 8 sierpnia 1988 – Pensacola, Floryda, USA – Pensacola Civic Center
109. 9 sierpnia 1988 – Pembroke Pines, Floryda, USA – Hollywood Sportatorium
110. 10 sierpnia 1988 – Tampa, Floryda, USA – USF Sun Dome
111. 11 sierpnia 1988 – Miami, Floryda, USA – Miami Arena
112. 12 sierpnia 1988 – Orlando, Floryda, USA – Orange County Convention Center
113. 13 sierpnia 1988 – Jacksonville, Floryda, USA – Jacksonville Memorial Coliseum
114. 16 sierpnia 1988 – Atlanta, Georgia, USA – Omni Coliseum
115. 17 sierpnia 1988 – Memphis, Tennessee, USA – Mid-South Coliseum
116. 18 sierpnia 1988 – Little Rock, Arkansas, USA – Barton Coliseum
117. 19 sierpnia 1988 – Jackson, Missisipi, USA – Mississippi Coliseum
118. 20 sierpnia 1988 – Birmingham, Alabama, USA – BJCC Coliseum
119. 21 sierpnia 1988 – Nashville, Tennessee, USA – Municipal Auditorium
120. 22 sierpnia 1988 – Huntsville, Alabama, USA – Von Braun Civic Center
121. 23 sierpnia 1988 – Knoxville, Tennessee, USA – Thompson-Bolling Arena
122. 24 sierpnia 1988 – Greenville, Karolina Południowa, USA – Greenville Memorial Auditorium
123. 25 sierpnia 1988 – Charlotte, Karolina Północna, USA – Charlotte Coliseum
124. 26 sierpnia 1988 – Columbia, Karolina Południowa, USA – Carolina Coliseum
125. 27 sierpnia 1988 – Greensboro, Karolina Północna, USA – Greensboro Coliseum
126. 28 sierpnia 1988 – Charleston, Wirginia Zachodnia, USA – Charleston Civic Center
127. 30 sierpnia 1988 – Nowy Jork, Nowy Jork, USA – Madison Square Garden
128. 1 września 1988 – Glens Falls, Nowy Jork, USA – Glens Falls Civic Center
129. 2 września 1988 – Springfield, Massachusetts, USA – Springfield Civic Center
130. 4 września 1988 – Portland, Maine, USA – Cumberland County Civic Center
131. 5 września 1988 – Quebec, Kanada – Colisée de Québec
132. 6 września 1988 – Montreal, Kanada – Forum de Montréal
133. 7 września 1988 – Hamilton, Kanada – Copps Coliseum
134. 8 września 1988 – Columbus, Ohio, USA – Ohio Expo Center Coliseum
135. 9 września 1988 – Rosemont, Illinois, USA – Rosemont Horizon
136. 10 września 1988 – East Troy, Wisconsin, USA – Alpine Valley Music Theatre
137. 11 września 1988 – Ionia, Michigan, USA – Ionia Free Fair
138. 4 października 1988 – Glens Falls, Nowy Jork, USA – Glens Falls Civic Center
139. 5 października 1988 – Uniondale, Nowy Jork, USA – Nassau Veterans Memorial Coliseum
140. 7 października 1988 – Boston, Massachusetts, USA – Boston Garden
141. 8 października 1988 – Filadelfia, Pensylwania, USA – The Spectrum
142. 9 października 1988 – Buffalo, Nowy Jork, USA – Buffalo Memorial Auditorium
143. 11 października 1988 – Rochester, Nowy Jork, USA – Rochester Community War Memorial
144. 13 października 1988 – Toronto, Kanada – Maple Leaf Gardens
145. 15 października 1988 – Wheeling, Wirginia Zachodnia, USA – Wheeling Civic Center
146. 16 października 1988 – Roanoke, Wirginia, USA – Roanoke Civic Center
147. 17 października 1988 – Baltimore, Maryland, USA – Baltimore Arena
148. 18 października 1988 – Raleigh, Karolina Północna, USA – Reynolds Coliseum
149. 20 października 1988 – Tallahassee, Floryda, USA – Leon County Civic Center
150. 21 października 1988 – Atlanta, Georgia, USA – The Omni
151. 22 października 1988 – Lexington, Kentucky, USA – Rupp Arena
152. 23 października 1988 – Johnson City, Tennessee, USA – Freedom Hall Civic Center
153. 25 października 1988 – Cincinnati, Ohio, USA – Riverfront Coliseum
154. 28 października 1988 – North Little Rock, Arkansas, USA – Barton Coliseum
155. 29 października 1988 – Lake Charles, Luizjana, USA – Lake Charles Civic Center
156. 30 października 1988 – Austin, Teksas, USA – Frank Erwin Center
157. 31 października 1988 – Lubbock, Teksas, USA – Lubbock Municipal Coliseum
158. 1 listopada 1988 – Norman, Oklahoma, USA – Lloyd Noble Center
159. 3 listopada 1988 – Cedar Rapids, Iowa, USA – Five Seasons Center
160. 4 listopada 1988 – Ames, Iowa, USA – Hilton Coliseum
161. 6 listopada 1988 – Denver, Kolorado, USA – McNichols Sports Arena
162. 7 listopada 1988 – Denver, Kolorado, USA – McNichols Sports Arena
163. 9 listopada 1988 – Boise, Idaho, USA – BSU Pavilion
164. 11 listopada 1988 – Daly City, Kalifornia, USA – Cow Palace
165. 13 listopada 1988 – Inglewood, Kalifornia, USA – Kia Forum